# Granjas de la Florida
Granjas de la Florida är en ort i Mexiko.   Den ligger i kommunen Cerro de San Pedro och delstaten San Luis Potosí, i den centrala delen av landet, 400 km nordväst om huvudstaden Mexico City. Granjas de la Florida ligger 1 861 meter över havet och antalet invånare är 121.
Terrängen runt Granjas de la Florida är platt åt sydväst, men åt nordost är den kuperad. Runt Granjas de la Florida är det ganska glesbefolkat, med 30 invånare per kvadratkilometer. Närmaste större samhälle är San Luis Potosí, 13,9 km väster om Granjas de la Florida. Trakten runt Granjas de la Florida består i huvudsak av gräsmarker.